# Moritz Krantz
Moritz Krantz (* 8. August 1812 in Dresden; † 16. Mai 1869 ebenda; vollständiger Name: Ernst Moritz Krantz) war ein deutscher Lithograf, Maler, Kupferstecher und Zeichner.

## Leben

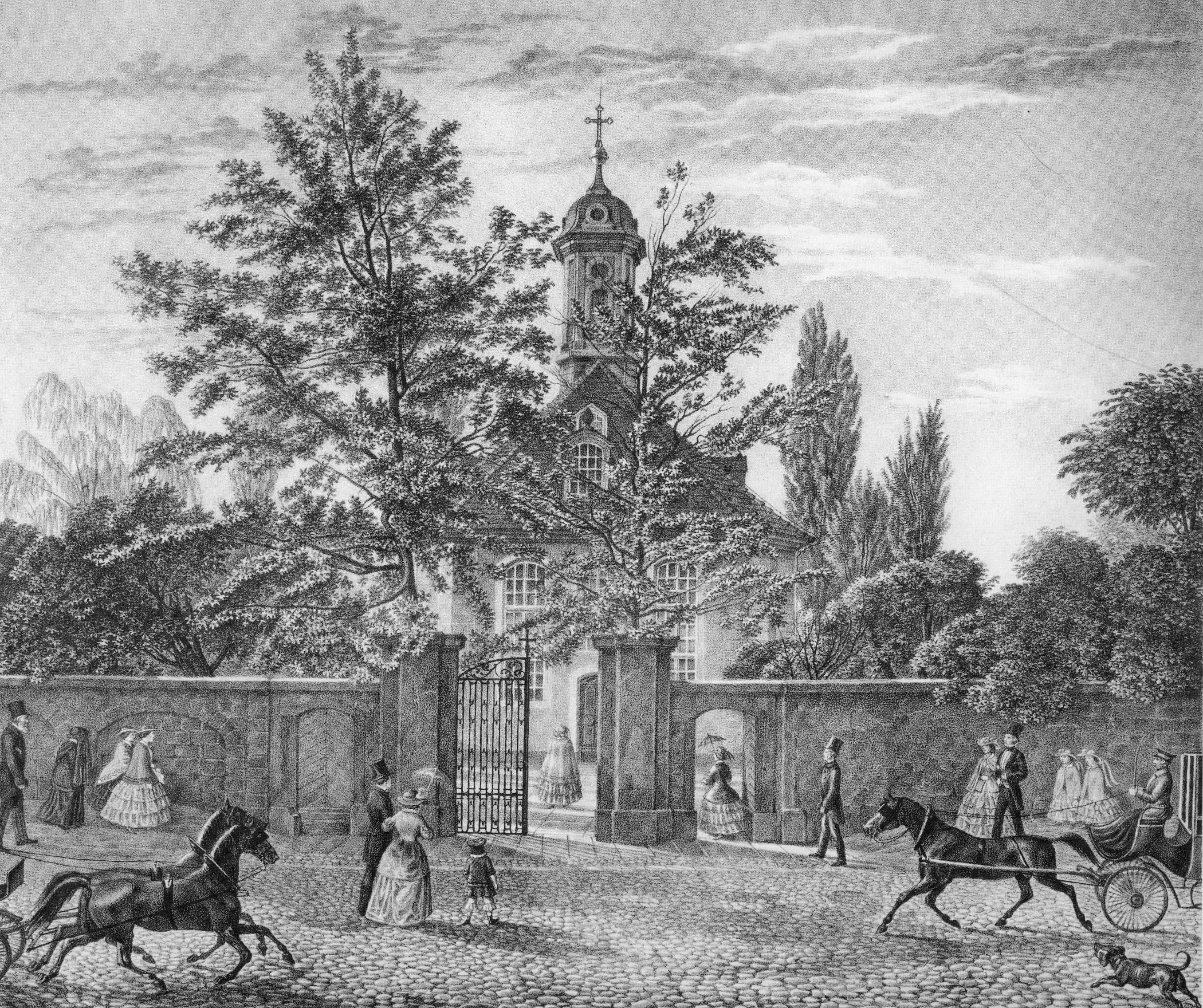
Ansicht der Johanniskirche von der Vorderseite, Dresden um 1859

Die Familie Krantz gehörte ursprünglich zu den gutbürgerlichen Handwerkern. Julius Gottfried Krantz (1688–1766) war Schuhmachermeister und führte das Geschäft, das von seinem Sohn Christian Fried Krantz (1722–1796) übernommen wurde. Dieser war der Großvater des Malers und mit Juliana Sophie (geborene Schwartz aus Pirna) verheiratet. Aus dieser Ehe ging der Sohn Johann Gottlieb Krantz (1772–1840) hervor, der im Jahr 1804 Christina Dorothea (geborene Bàrwind) heiratete. Sie waren die Eltern von Ernst Moritz Krantz.
1830 stellte Krantz zum ersten Mal in der Kunstakademie in Dresden aus. Von 1831 bis 1835 studierte er an der Dresdner Kunstakademie (Matrikel Nummer 0864 Ernst Moritz Krantz). Krantz wurde vor allem für seine Porträts bekannt, u. a. von Friedrich August von Ammon, Ludwig Ferdinand Pauli und des Königs Albert von Sachsen. Krantz arbeitete u. a. mit Carl Gustav Carus zusammen und fertigte für anatomische Lehrbücher Skizzen und Abbildungen.
Krantz war mit Amalia Eleanora (geborene Schmidt) verheiratet, die die Tochter eines Feldwebels der königsächsischen Armee war. Das Paar hatte einen Sohn Georg Eugen Krantz, der als Hofrat und Musiklehrer tätig war und das Dresdner Konservatorium gründete. Er war zudem mütterlicherseits der Großvater des späteren Kriegsverbrechers Reinhard Heydrich.